# Ley de las espigas

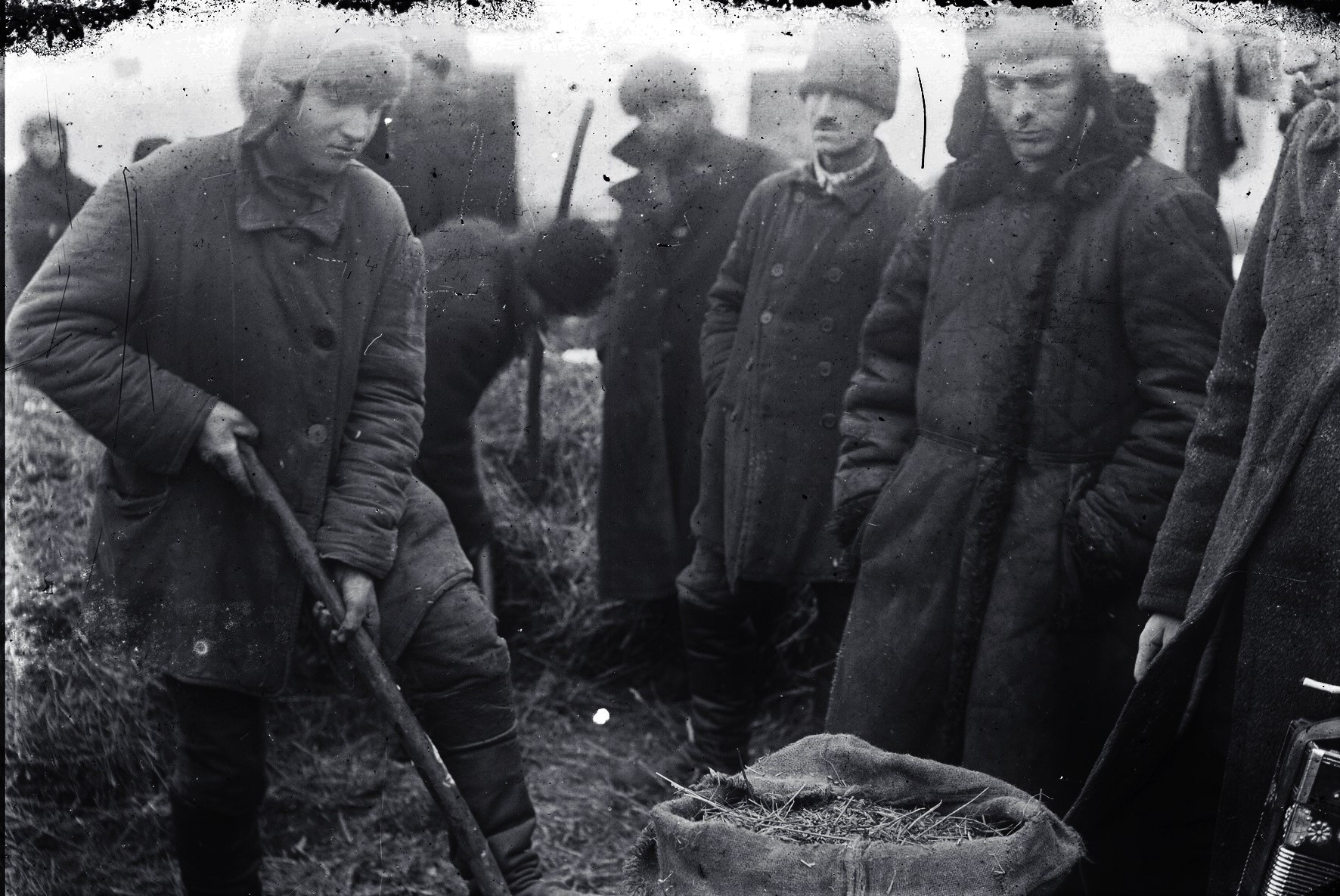
Testigos de la búsqueda de cereales en el patio de un campesino en un pueblo del raión Gríshinski del óblast de Donetsk, 1930-34.

La Ley de las espigas o Ley de las tres espigas (en ruso Закон о трёх колосках, Zakón o tryoj koloskaj) fue el nombre popular de la ley soviética para la protección de la propiedad estatal de los koljoses. En el contexto de la hambruna ucraniana más conocido como Holodomor que causó la muerte estimada de 12 millones de personas. El nombre popular entró en uso porque la ley fue utilizada para procesar no sólo a los ladrones de la propiedad, sino también a cualquier persona que recogiese tan sólo un puñado de grano o "espiguillas" (колоски) caídos en el campo después de que toda la cosecha se hubiera recogido y contabilizado oficialmente.
La ley se basaba en el decreto del Comité Ejecutivo Central y el Sovnarkom (Consejo de Comisaros del Pueblo o gobierno) de la URSS, "Sobre la protección de la propiedad de las empresas estatales, koljoses y cooperativas y el fortalecimiento la propiedad pública socialista", de fecha 7 de agosto de 1932.
La ley también era conocida como la "Ley de los siete octavos" (Закон 'семь восьмых', Zakón 'sem vosmyj') debido a que la fecha en ruso se escribe así: 7/8/1932. 

- El preámbulo establece que la propiedad comunal (del estado, de los koljoses o de las cooperativas) es fundamental para el orden social soviético, por lo que las personas que tratan de apropiarse de ella deberían ser tratadas como enemigos del pueblo.
- La Sección I está referida al robo en los ferrocarriles y comunicaciones fluviales.
- La Sección II está referida al robo en los koljoses y la propiedad cooperativa.
- La Sección III de la ley está referida al robo con violencia, con amenazas y a la intimidación a los campesinos de los koljoses. El castigo era de 5 a 10 años de prisión.

De acuerdo con esta ley la pena principal para el robo era la ejecución por fusilamiento. En circunstancias atenuantes el castigo era por lo menos de 10 años de prisión. En todos los casos la propiedad personal de los convictos sería confiscada.
Los condenados por delitos contemplados en esta ley no estaban sujetos a la amnistía.
La ley fue firmada por Mijaíl Kalinin, Viacheslav Mólotov (Skryabin) y Avel Yenukidze.
La “Instrucción para la aplicación”, que acompañaba al Decreto de 8/8/1932 precisaba que la sentencia de muerte se aplicaría al robo organizado y sistemático, al robo acompañado de incendios y otras destrucciones, así como con a los "kuláks, antiguos comerciantes y otros elementos socialmente extraños". Los koljosianos y campesinos no colectivizados (edinolichniks), así como el hurto menor durante el acarreo debían castigarse con 10 años de prisión. 

Se ha estimado que un cuarto de millón de personas fueron acusadas por la OGPU y se dictaron más de 200.000 sentencias (normalmente de 5 a 10 años en el Gulag), de los cuales más de 11.000 parecen haber sido penas de muerte. 